# Reckmühle (Allershausen)

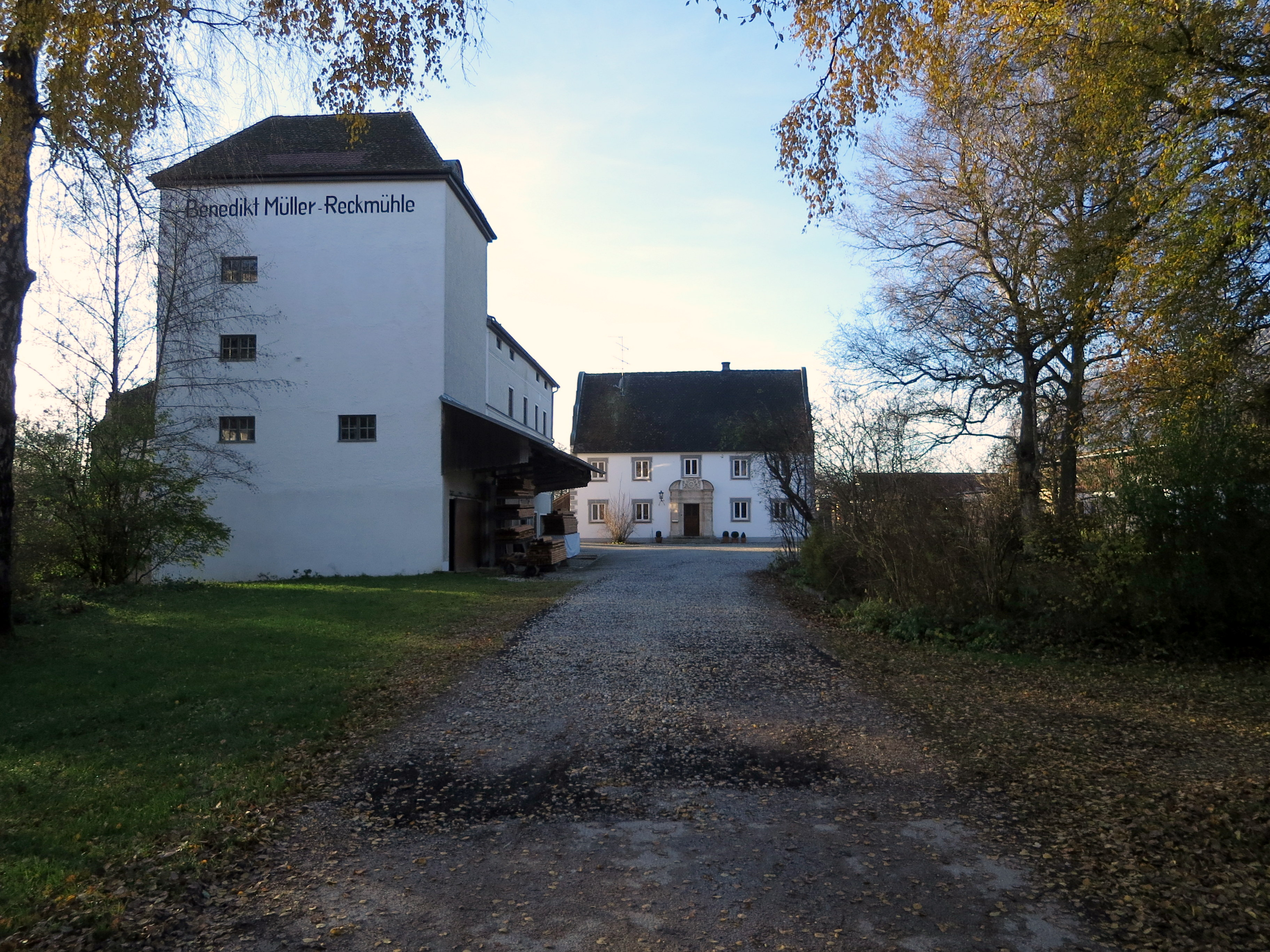
Die Reckmühle gab dem Ortsteil den Namen

Der Ortsteil Reckmühle der Gemeinde Allershausen im Landkreis Freising war ursprünglich nur die uralte Einöde, die Hof- und Mühlenanlage Reckmühle an der Glonn oberhalb von Allershausen.

## Geschichte
Schon im Jahr 843 wurde eine Mühle zu Ried (Reodesen ad Adalhareshusen), das später Hanried genannt wurde, als Schenkung an das Hochstift Freising urkundlich erwähnt. Diese Mühle an der Glonn existiert innerhalb der Ortschaft Allershausen nicht mehr, sie wurde im 20. Jahrhundert vollständig abgerissen. Den Namen Hanrieder gibt es aber noch häufig.
Die unter Denkmalschutz stehende Reckmühle geht sicher auch bis auf das Mittelalter zurück, sie liegt nur zwei km oberhalb an der Glonn. Im Dreißigjährigen Krieg wurde die Mühle 1632 von den Schweden niedergebrannt und erst 1646 wieder in barockem Stil aufgebaut. Der Dachstuhl des heute noch bestehenden Wohngebäudes zeigt diese Jahreszahl. Auch äußerlich deutet der barocke Schweifgiebel auf diese Epoche hin.
Seit 1817 ist sie im Besitz der Familie Müller, die den Strukturwandel in der Landwirtschaft und im Mühlenwesen mitmachen musste und in der sechsten und siebten Generation die Landwirtschaft aufgab und auch die Mahlmühle in ein Sägewerk mit Holzhandlung umwandelte. Die Wasserkraft der Mühle wird heute durch zwei Turbinen genutzt, die den Strom ins Netz einspeisen.

## Ortsteil
Da die expandierende Gemeinde Allershausen Bauland benötigte, wurde ein großes Wiesengelände, Anger genannt, das zur Reckmühle gehörte, besiedelt und dieser neue Ortsteil „Reckmühle“ benannt.